# Pachydiplax longipennis
Pachydiplax longipennis är en trollsländeart som först beskrevs av Hermann Burmeister 1839.  Pachydiplax longipennis ingår i släktet Pachydiplax och familjen segeltrollsländor. Inga underarter finns listade i Catalogue of Life.

## Bildgalleri

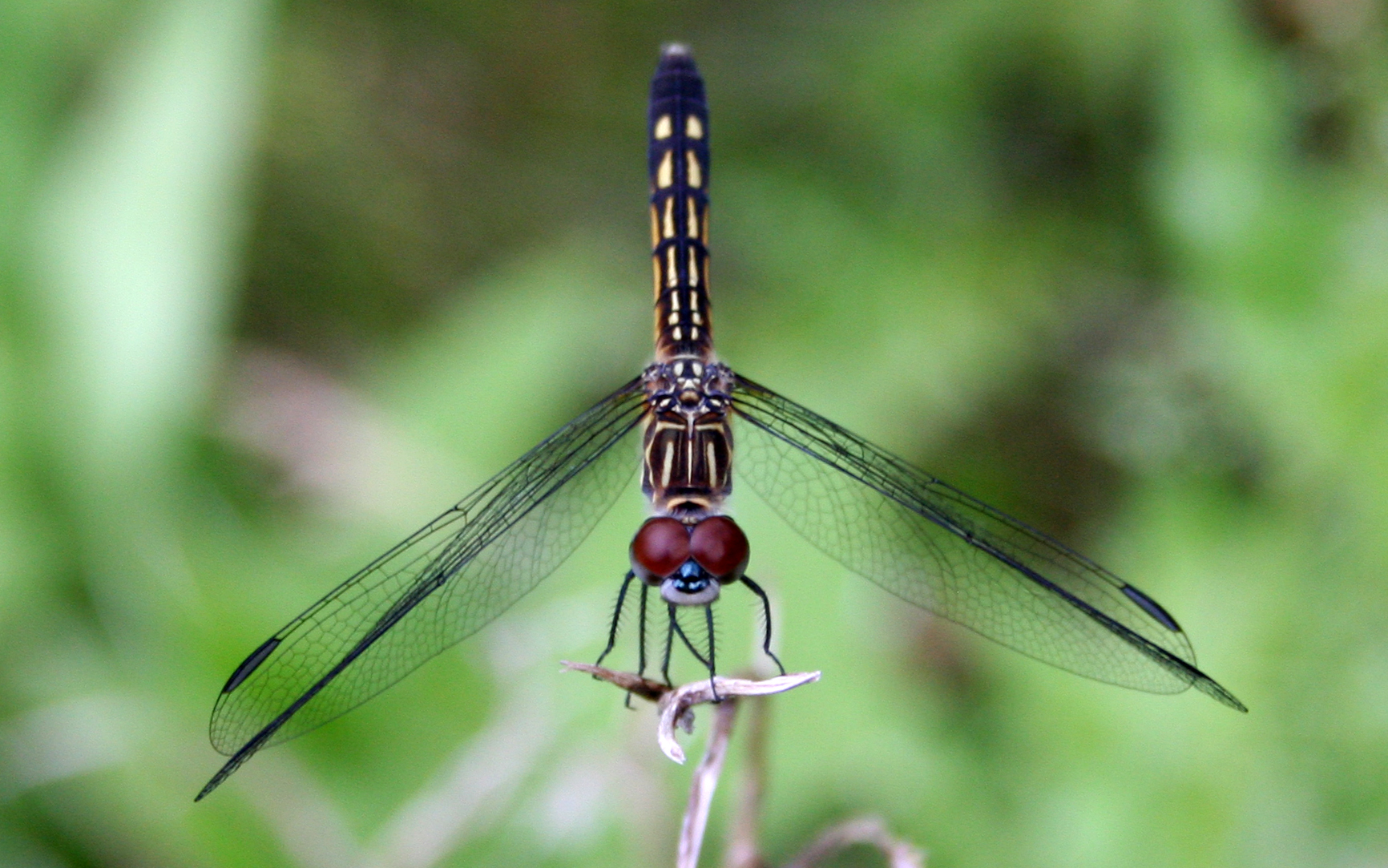
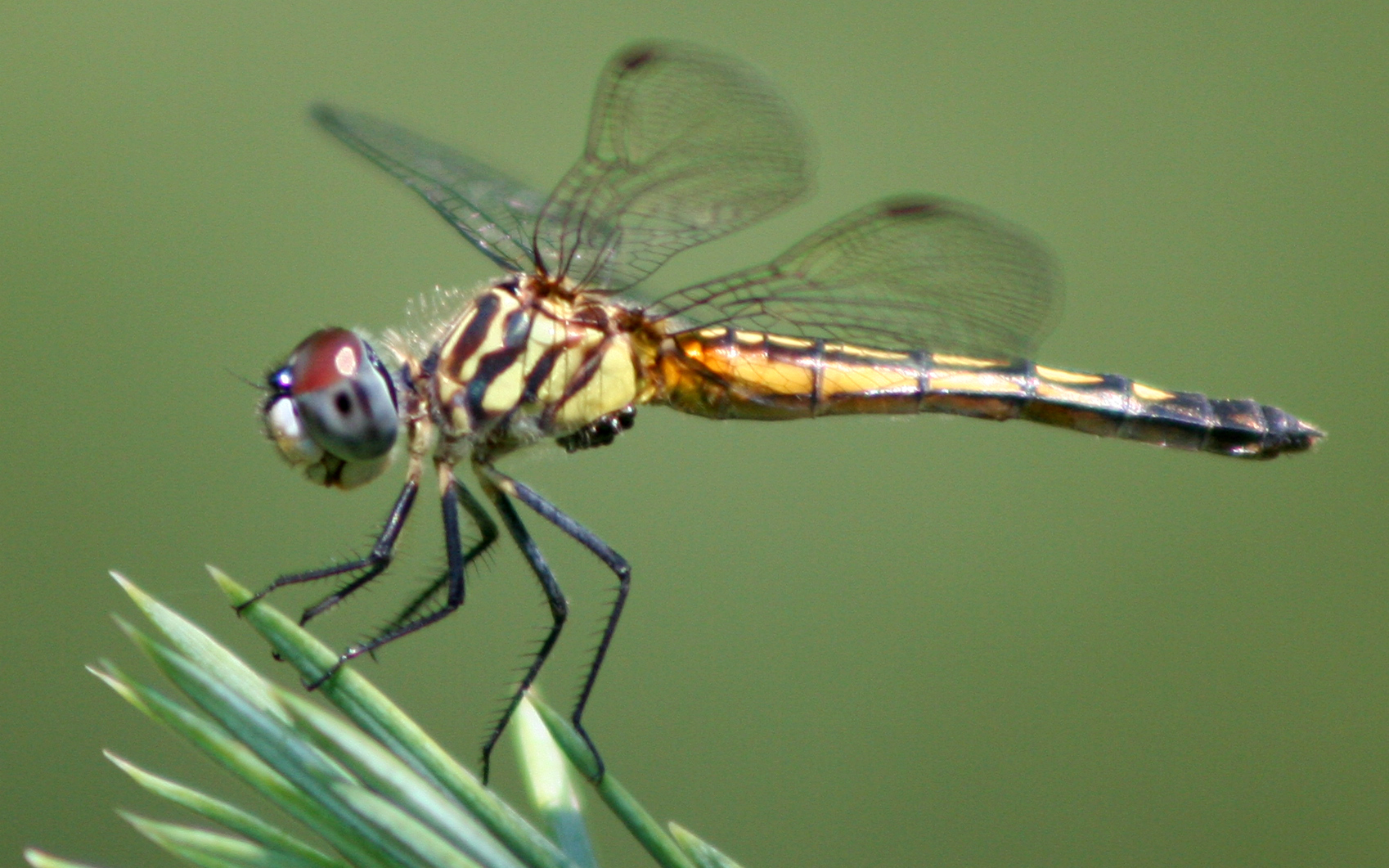
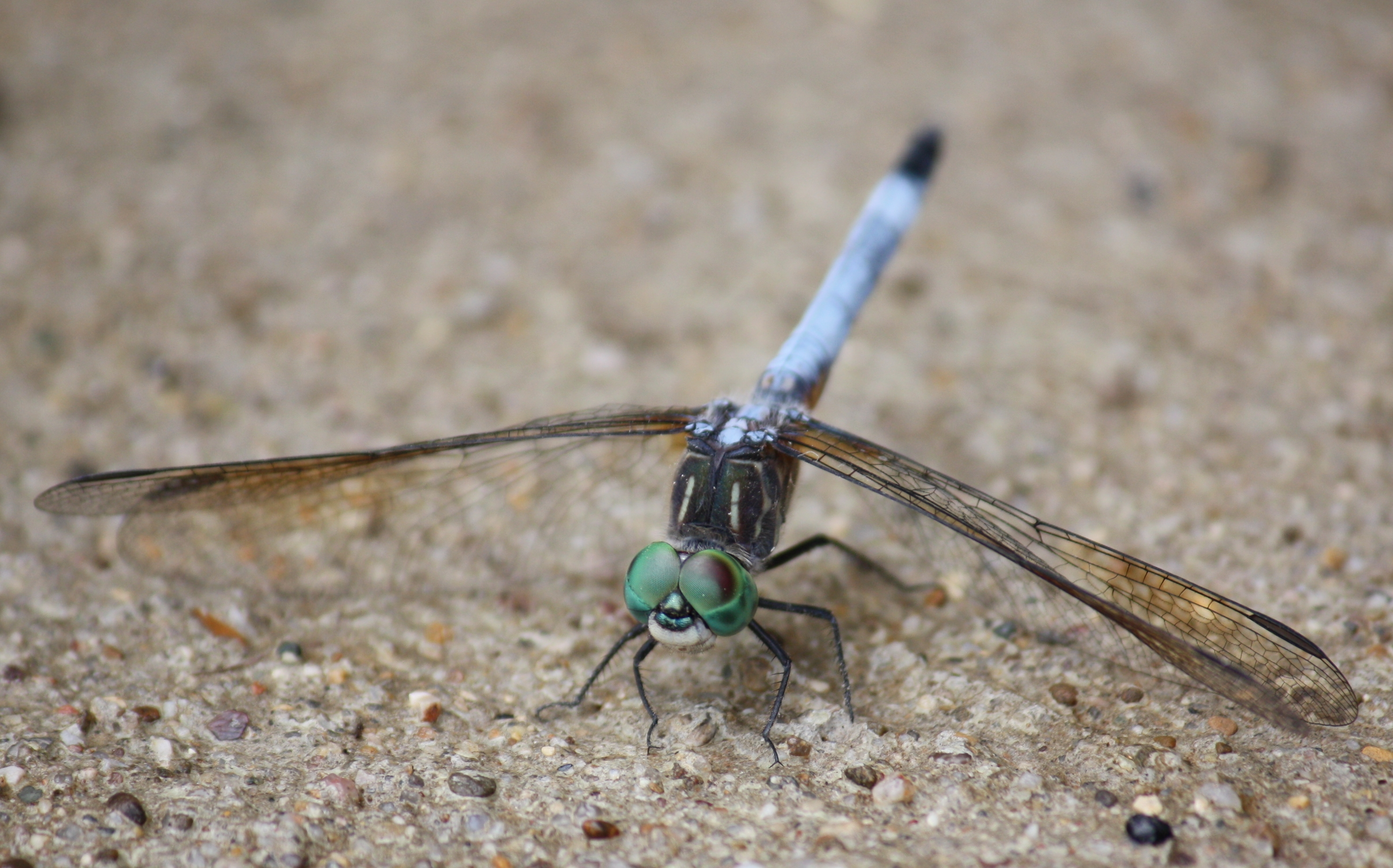
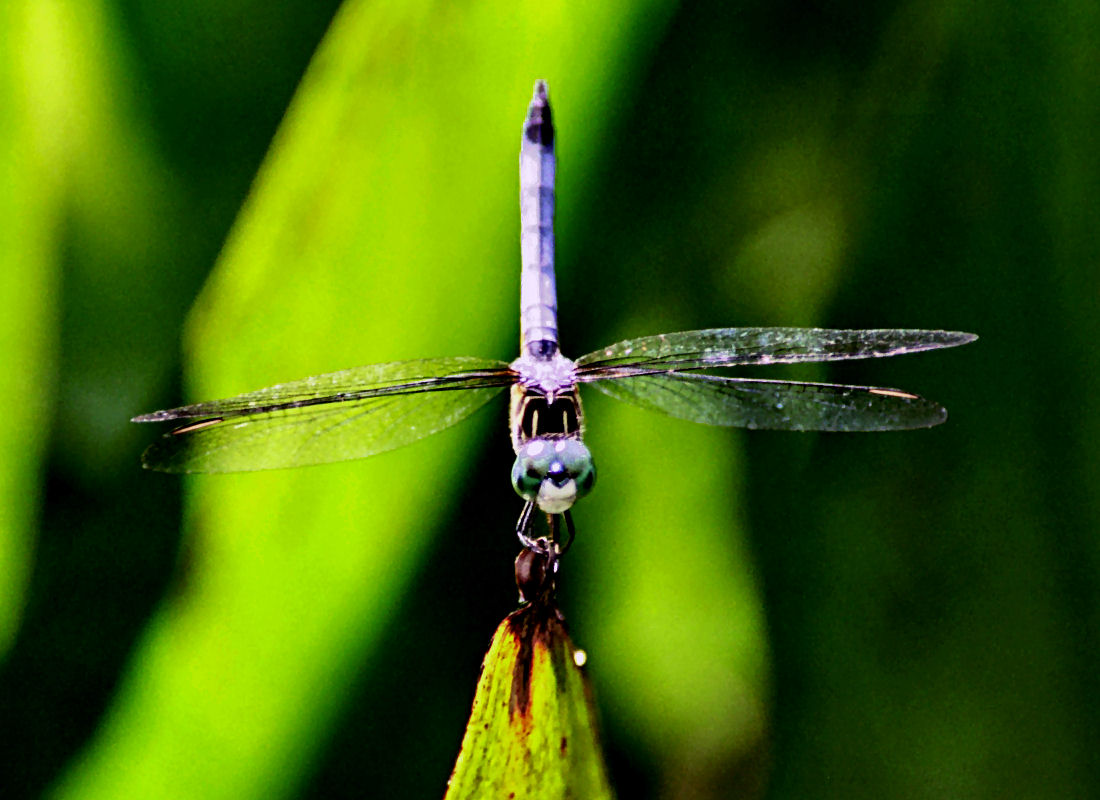
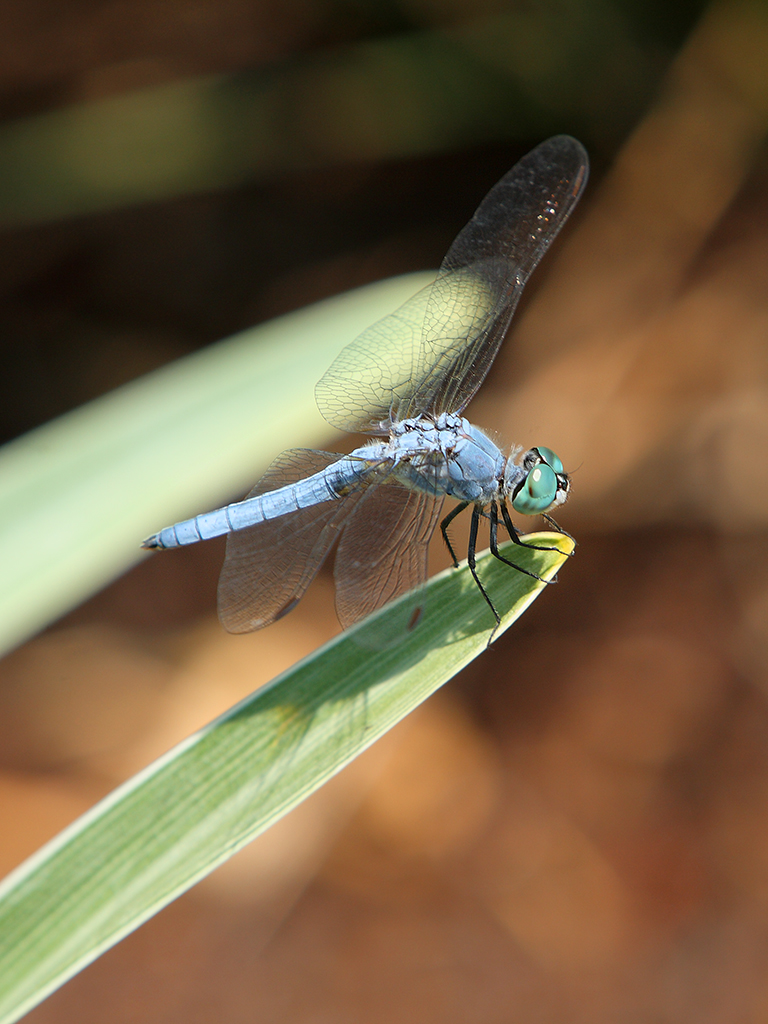
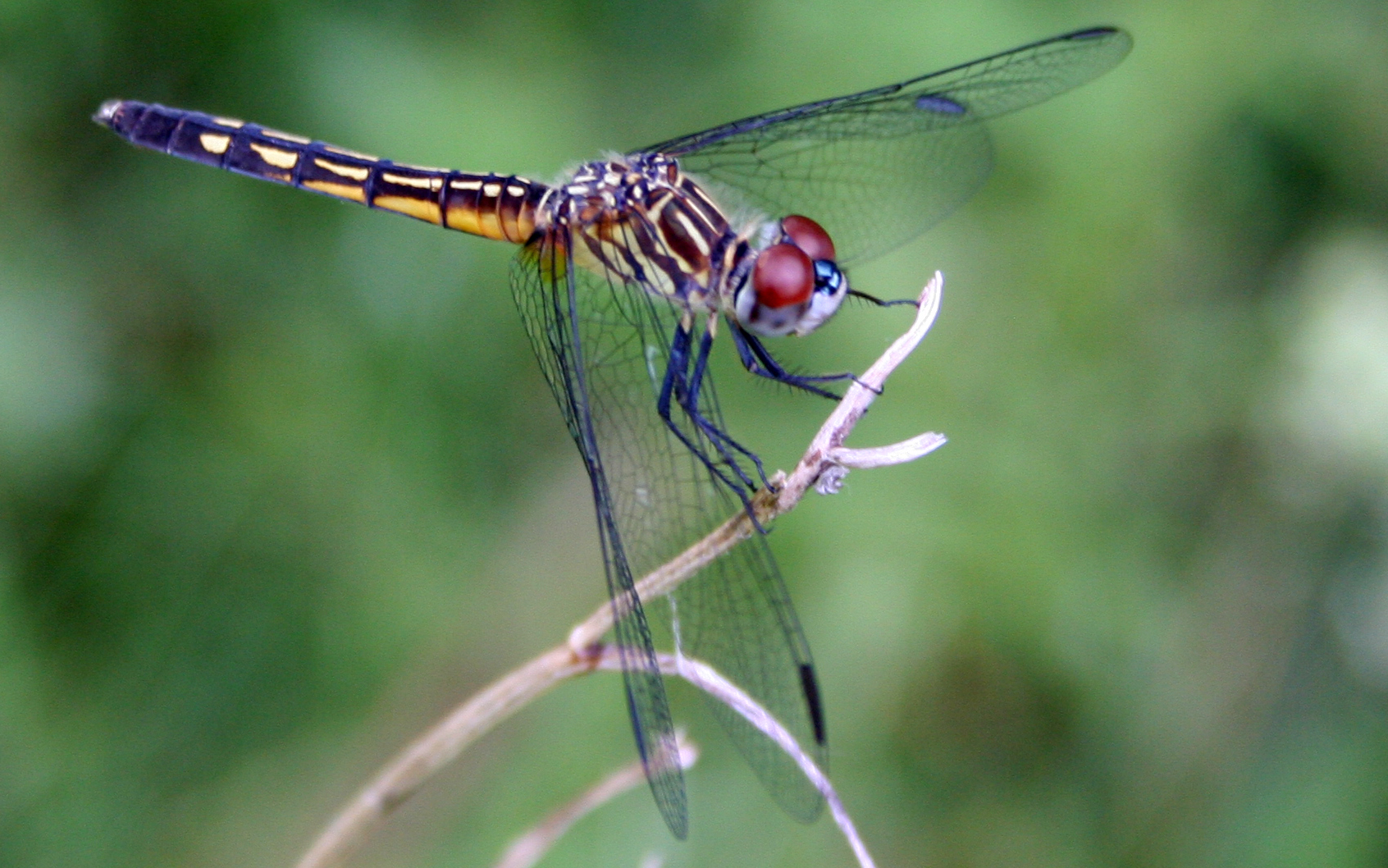